# بول تودرو جونز
بول تودور جونز (28 سبتمبر 1954) هو ملياردير أمريكي مدير محفظة وقائية، ناشط في مجال الحفاظ على البيئة وفاعل الخير. في عام 1980، أسس مؤسسة تيودور للاستثمار، محفظته الوقائية، وهي شركة لإدارة الأصول مقرها ستامفورد، كونيتيكت. وبعد ثماني سنوات، أسس مؤسسة روبن هود، التي تركز على الحد من الفقر.
أسس «بول تودور جونز» شركته الخاصة في سن السادسة والعشرين، بعدما كدح في مجال تجارة القطن.
وقد أصبح اسطورة لتنبؤه بالاثنين الاسود، وهو يوم انهيار سوق الاسهم في عام 1987، حيث ضاعف أمواله ثلاث مرات خلال الحدث بسبب صفقات البيع الكبيرة. ففي الوقت الذي كان بقية العالم يمر في ازمة مالية، حصل «بول» وعملاؤه على عوائد شهرية قدرها 60% وعائد سنوية تقترب من 200%!
لديه اهتمام مستمر بالعثور على طرق للعطاء واحداث فرق.لقد الهم «جونز» باعتباره مؤسس مؤسسة روبين هود البارزة بعضا من المستثمرين في العالم واكثرهم ثراء لمحاربة الفقر بمدينة نيويورك. يقوم «بول» وفريق روبن هود بهذا العمل بنفس الصرامة التحليلية الذي يقوم بها مليونيرات ضناديق التحوط لخدمة الاستثمارات المالية. استثمرت مؤسسة روبن هود أكثر من 45.1 مليار دولار في برامج المدين منذ عام 1988 ولا يختلف عمل «جونز» في المؤسسة عن سعيه وراء العوائد المتباينة في حياته المالية.

## روابط خارجية
- بول تودرو جونز على موقع IMDb (الإنجليزية)
- بول تودرو جونز على موقع إن إن دي بي (الإنجليزية)